# Castello di Ploskovice
Il castello di Ploskovice (in ceco Zámek Ploskovice) si trova nell'omonimo comune del Distretto di Litoměřice, Regione di Ústí nad Labem in Repubblica Ceca. Si tratta di un castello statale in un complesso di grande pregio storico e architettonico col nucleo originario risalente al XII secolo ricostruito nel XVIII secolo. Viene considerato un monumento culturale nazionale. 

## Storia

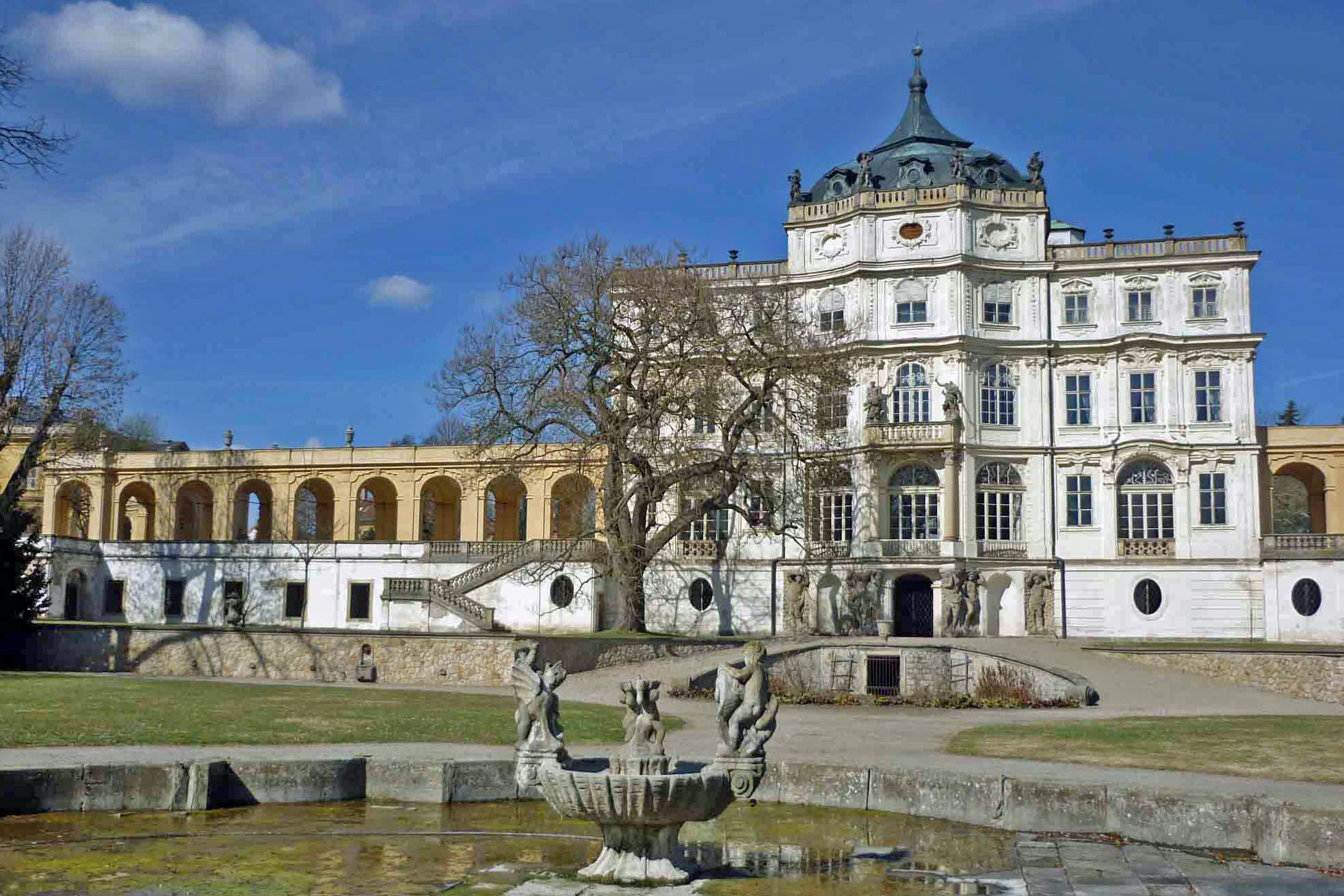
Castello di Ploskovice, facciata rivolta verso il parco

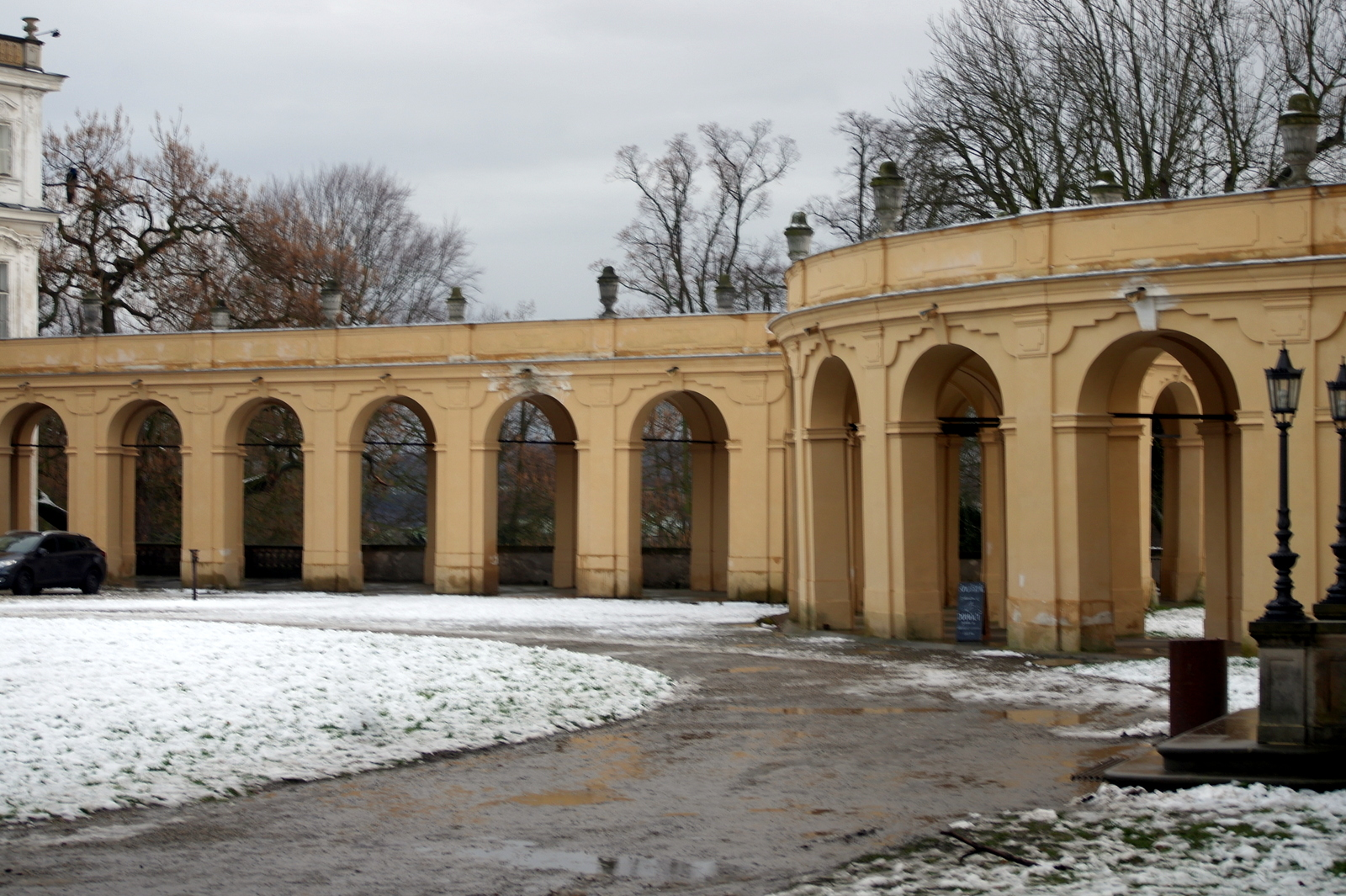
Una delle due gallerie porticate

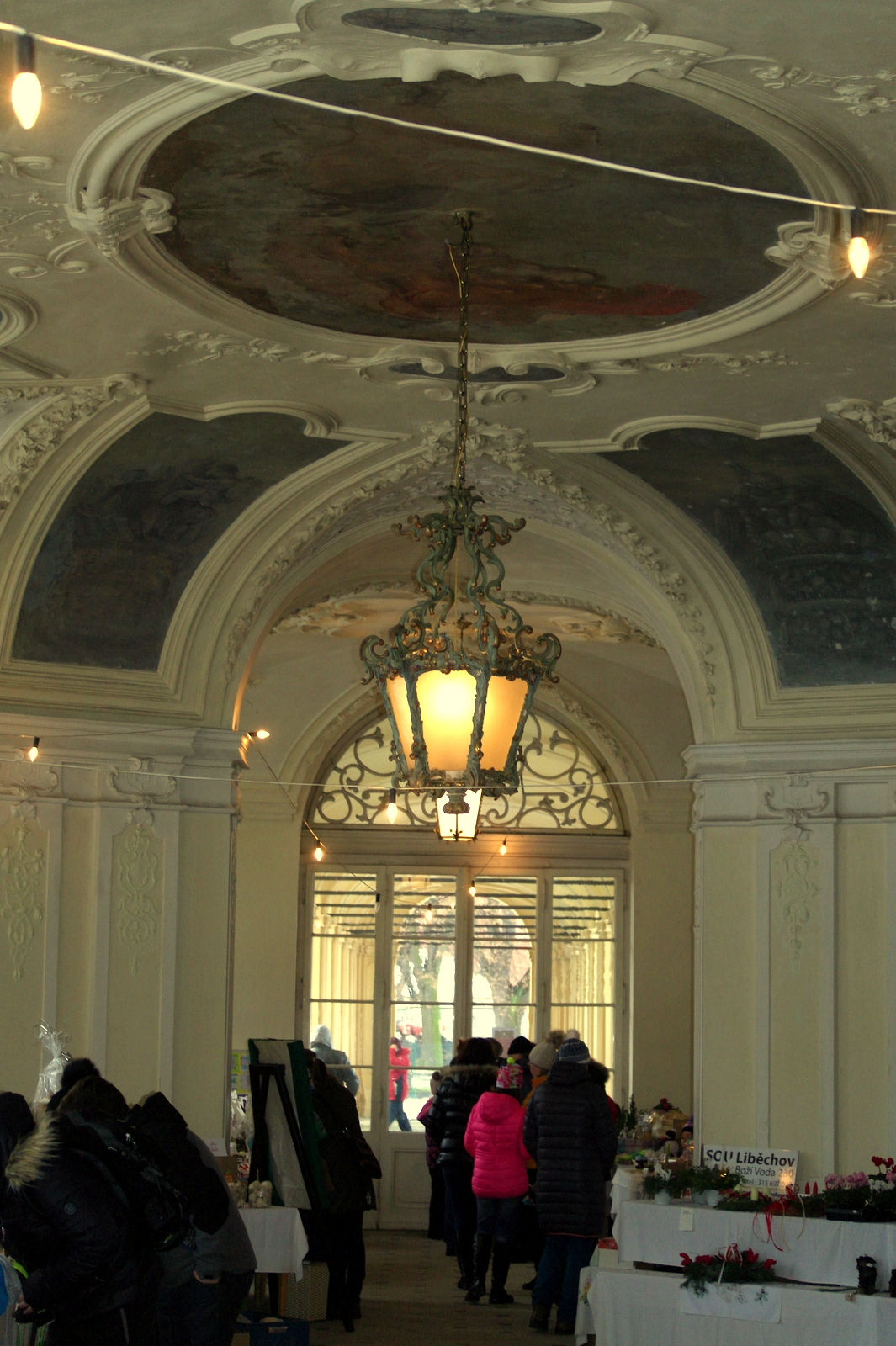
Interno

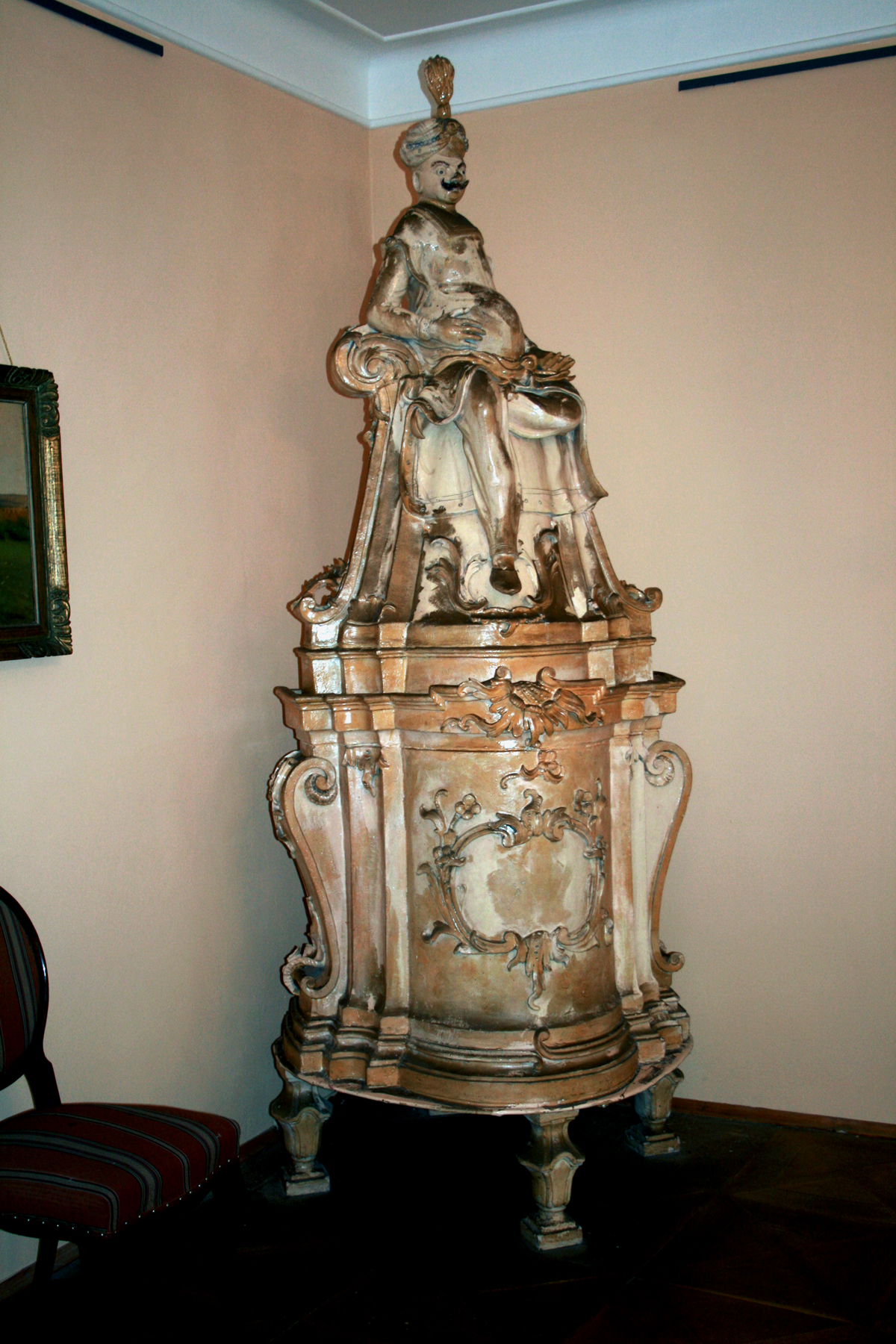
Particolare di una sala interna

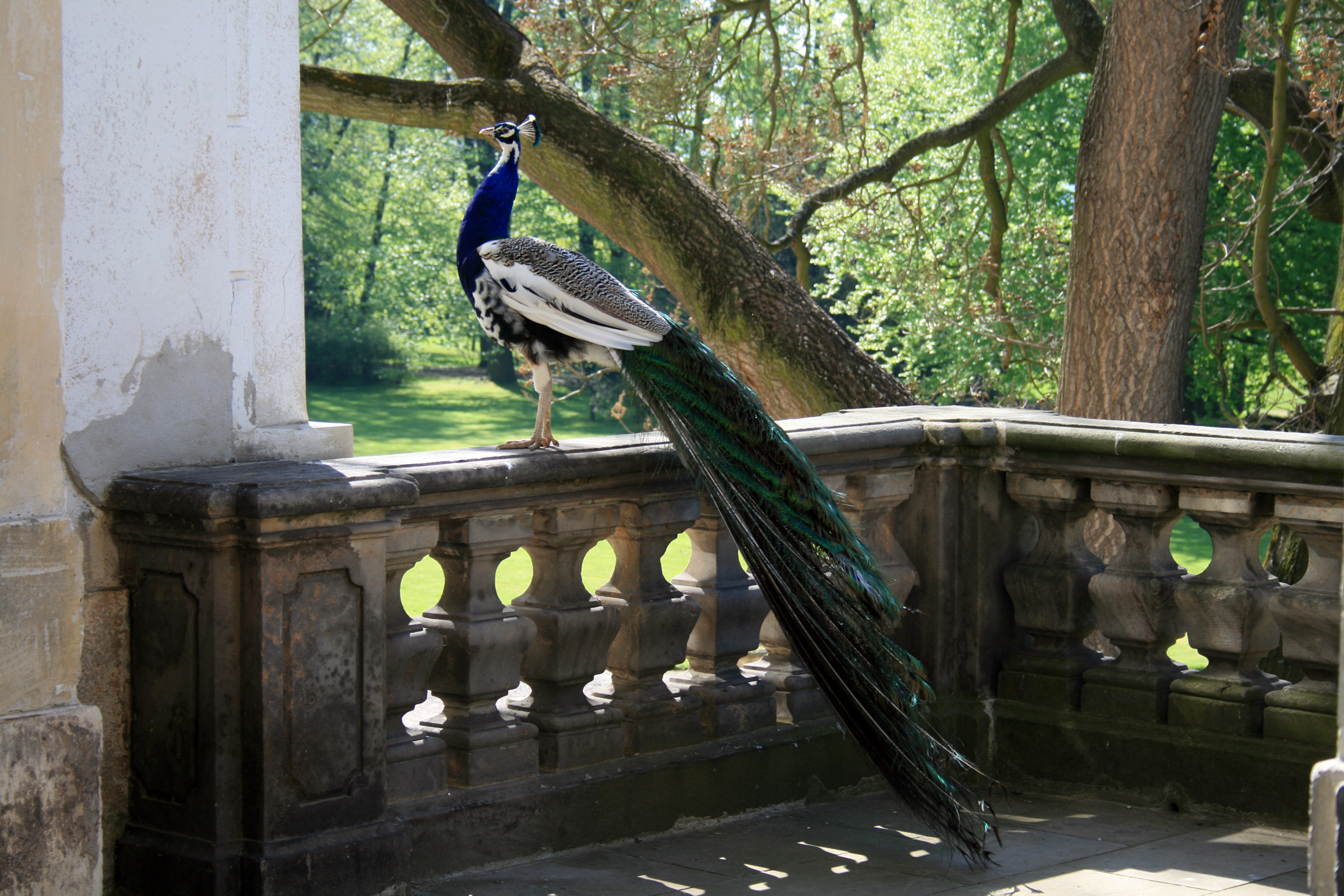
Uno dei tanti fagiani che si trovano nel parco del castello

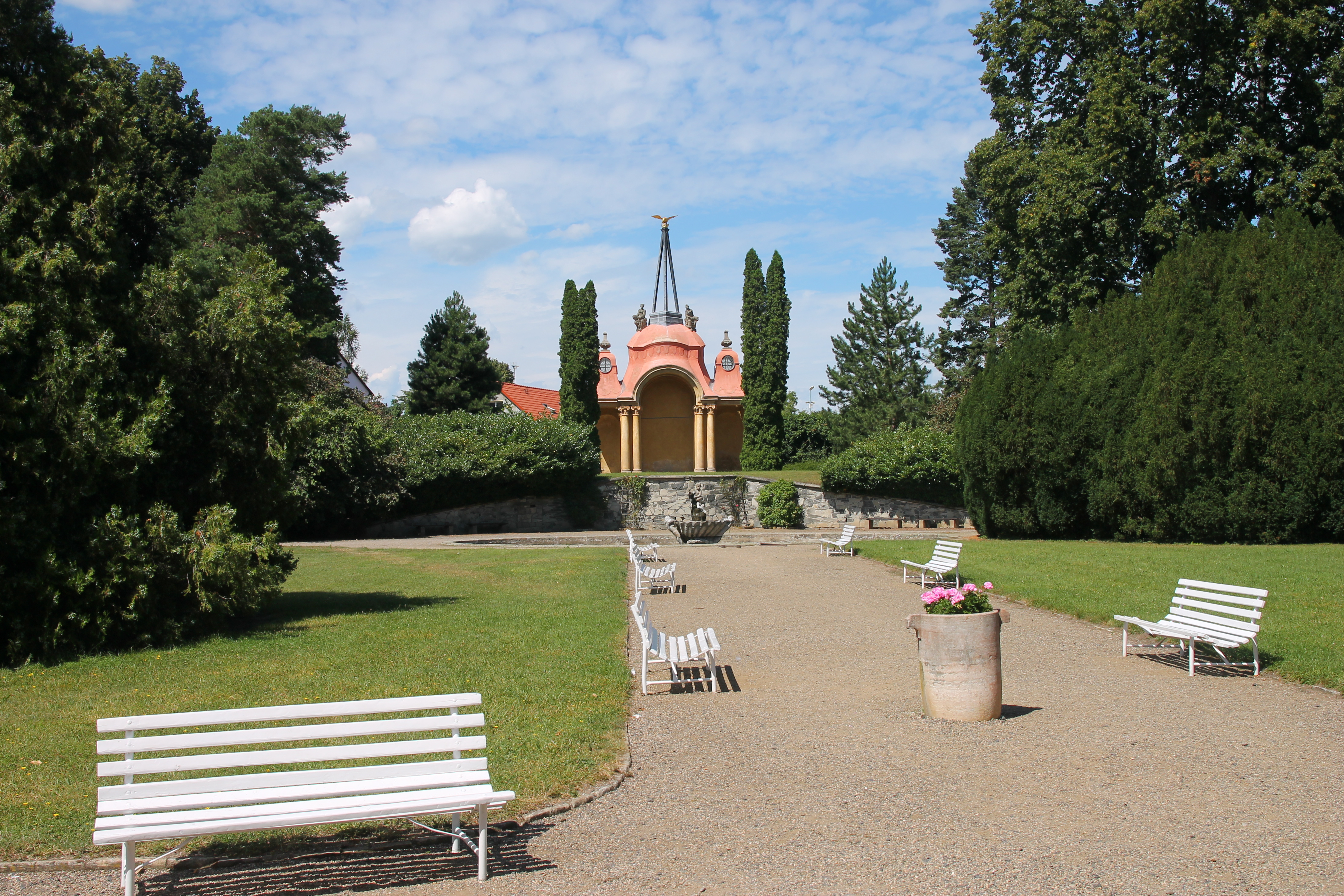
Parco con gloriette

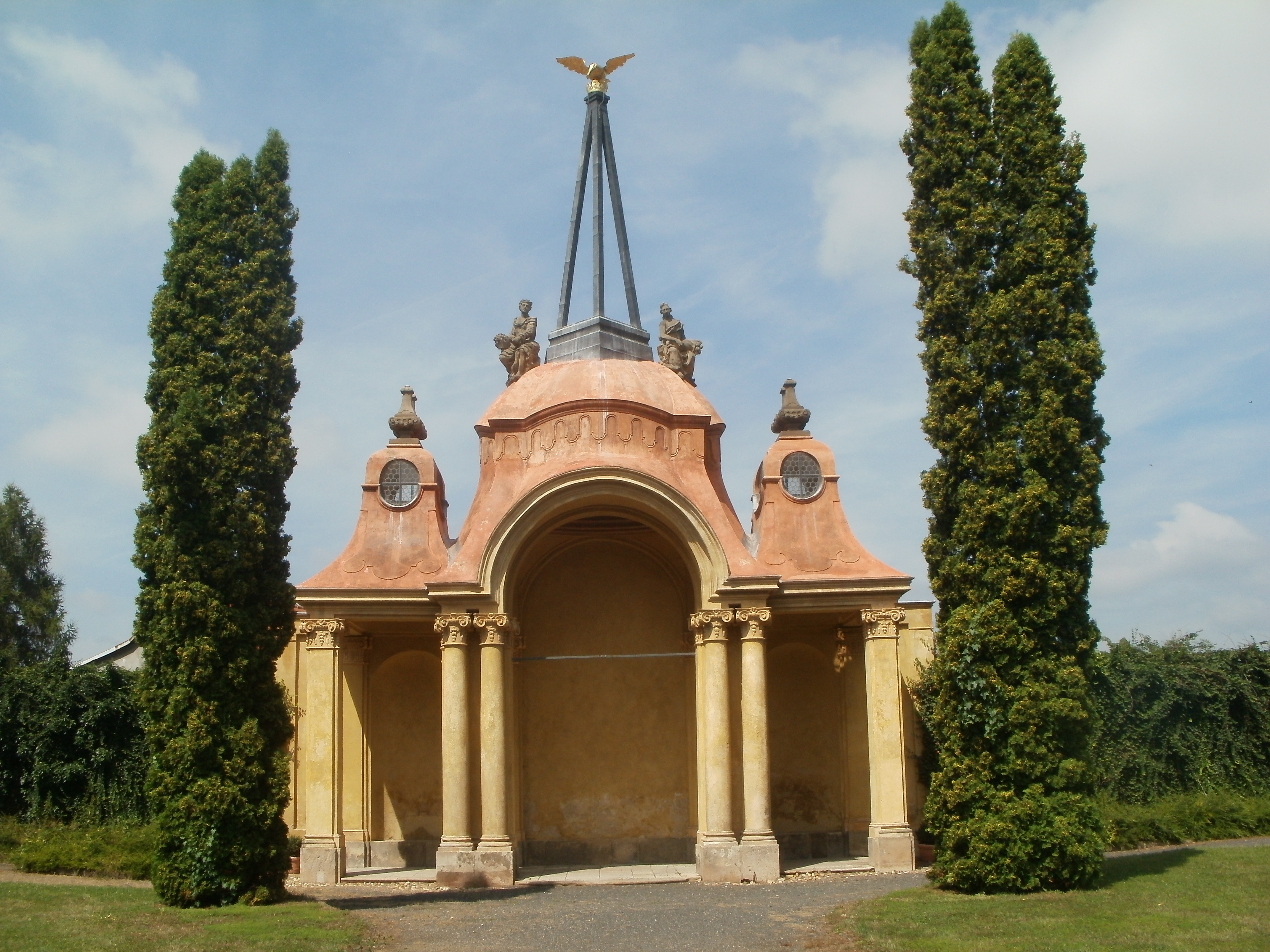
La gloriette

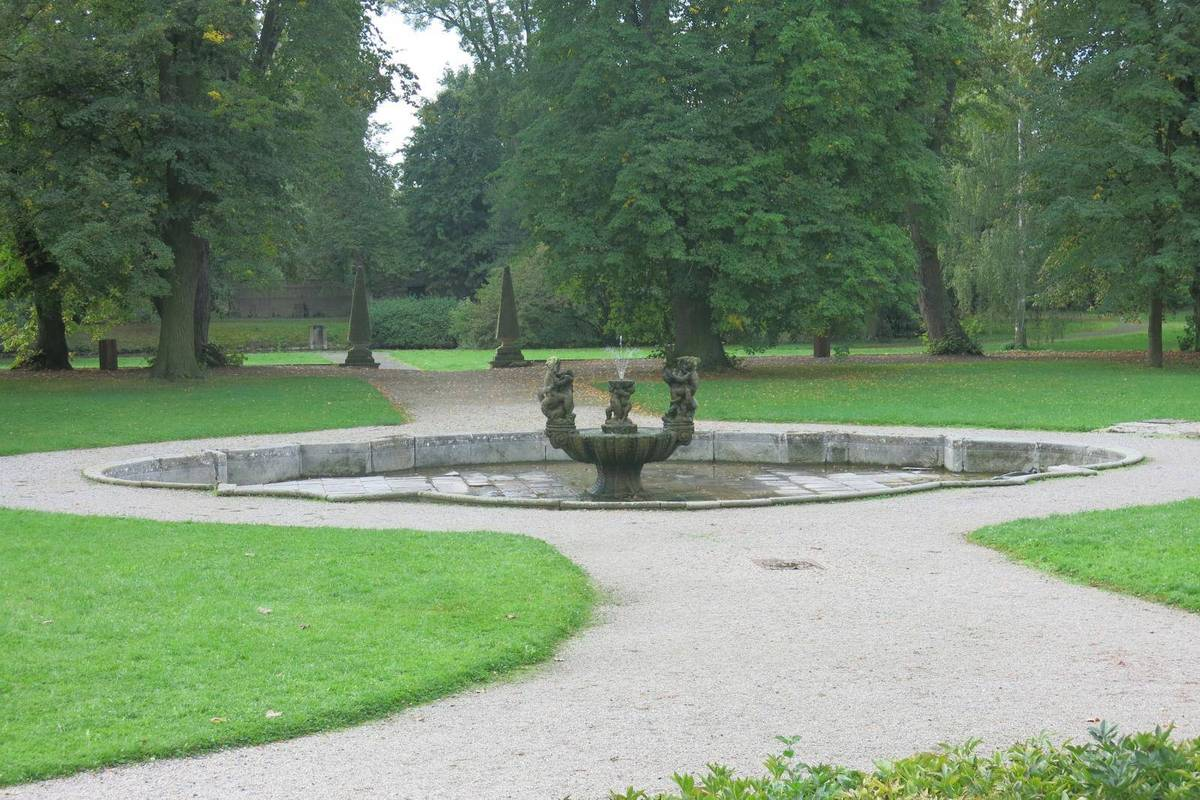
Una delle fontane nel parco

Nel XII secolo sul sito era già presente una struttura difensiva che venne poi sostituita da una fortezza gotica, ricostruita nel XVI secolo in forme di dimora rinascimentale. Fu Anna Maria Francesca di Sassonia-Lauenburg a volere che venisse edificata una sontuosa residenza estiva e la precedente struttura, non lontana, venne demolita solo nel 1816. I lavori si svolsero tra il 1720 e il 1730 e i progetti del nuovo castello furono affidati a Kilian Ignaz Dientzenhofer. La decorazione altamente barocca conservata del castello è opera del pittore Václav Vavřinec Reiner e gli stucchi della sala terrena furono realizzati da Tomaso Soldati. Dal 1848 divenne residenza estiva dell'imperatore Ferdinando I d'Austria che ne decise una ristrutturazione secondo la concezione romantica del tempo adattando il castello alle esigenze sue e della sua corte. L'adattamento venne affidato a Jan Bělský, assistito da Josef Pokorný. Il castello fu sopraelevato di un piano e alla galleria porticata sul lato orientale fu annesso un altro padiglione, gli interni furono rinnovati secondo gusti neobarocchi e tardo rococò, ai quali partecipò il pittore Jan Navrátil. I lavori di scultura e intonaco furono realizzati da Václav Levý con Josef Effenberger e Josef Svoboda, mentre la tappezzeria venne realizzata dal decoratore di corte Josef Veselý. Nel 1918, dopo la conclusione della prima guerra mondiale, il complesso del castello, venne confiscato e la tenuta di Ploskovice divenne proprietà statale e trasformata in una fattoria demaniale. Il castello fu successivamente utilizzato come residenza estiva del primo ministro della Cecoslovacchia Edvard Beneš. Dopo la conferenza di Monaco del 1938 il castello fu occupato dall'esercito tedesco e nel parco del castello fu fondata una scuola politica nazionalsocialista con giurisdizione su tutti i Sudeti. In questo periodo vennero danneggiate alcune parti del complesso, fu devastata la cappella gentilizia e furono ricostruiti i due padiglioni adiacenti. Dopo la liberazione nel 1945, il castello fu temporaneamente gestito dal demanio sino a quando, nel 1952, l'area del castello, ad eccezione del cortile della fattoria, fu trasferita all'Ente statale per la conservazione dei monumenti. Dopo i necessari lavori di restauro e modifiche, il castello fu messo a disposizione del pubblico.

## Descrizione
Il complesso del castello è particolarmente esteso e si trova a Ploskovice, comune della Regione di Ústí nad Labem nella Repubblica Ceca. L'insieme estremamente vasto e vario si ispira alle residenze rinascimentali e gli interni sono ricchi di decorazioni e stucchi. Il castello si trova sul limite di un leggero dislivello del terreno, grazie al quale l'edificio a due piani sul lato sud è integrato dalla vasta sala terrena che prosegue sotto le due lunghe e adiacenti gallerie porticate. Dal punto di vista planimetrico nell'intera struttura è predominante la grande sala ovale. La facciata principale sud del castello presenta nove assi di finestre. Al piano seminterrato la scala è completata da sei statue che sorreggono il balcone del piano rialzato. Le coppie centrali incorniciano l'ingresso alla salaa terrena, mentre i restanti campi sono riempiti da due nicchie poco profonde con parti in pietra a forma di trifoglio. La volta principale a voluta è completata da acanto e da essa si estendono nappe nelle finestre del lucernario, il parapetto è formato da una balaustra in pietra. La facciata nord ha nove assi di finestre ed è architettonicamente confrontabile alla facciata sud differendone solo la divisione delle scalinate di accesso. Al piano terra la facciata è completata da un portico aggettante per l'ampiezza di un'arcata davanti alla scalinata. L'ingresso principale al piano terra dell'edificio è fiancheggiato da due assi di finestre, divisi in sei campi, circondati da decorazioni in stucco. L'ingresso è dotato di porte in vetro tripartite con arco ribassato con decorazioni che ricordano un motivo vegetale. La copertura a terrazzamenti dell'intero edificio mette in risalto la massiccia cupola barocca che copre il tratto centrale. La cupola, divisa in dieci abbaini, è terminata da un esile prolungamento quadrilatero munito di piccolo bulbo, dal quale si sviluppa un cornicione con bottone infilato. Gli abbaini hanno finestre ovali con davanzale curvilineo e volute sui lati. L'interno del castello è accessibile attraverso il vestibolo d'ingresso. La sala ha il soffitto a volta ed è decorata con stucchi e affreschi che riportano motivi della mitologia acquatica o raffigurano paesaggi romantici. Adiacenti al vestibolo sui lati si trovano spazi laterali rettangolari collegati da gallerie porticate. Le pareti della sala terrena sono ricoperte di intonaco grezzo e decorate con delicati paesaggi bianco-blu e scene plastiche delle rovine di antichi templi. A queste grotte laterali seguono altri due spazi posti sotto le gallerie porticate. I portali nelle pareti laterali di queste grotte sono vani accessibili delle cantine. Il grande padiglione è un edificio per uffici rettangolare a due piani costruito dopo il 1815 e ricostruito nel 1849-54. La facciata è aperta con un sistema di finestre rettangolari con uniforme decorazione in stucco, nel seminterrato cantine voltate in pietra, forse ancora di epoca gotica. Durante la ricostruzione del parco del castello nel XIX secolo il padiglione era collegato al castello tramite la galleria porticata occidentale. Durante queste modifiche, il lato est dell'edificio fu accentuato con l'aggiunta di un basso terrazzo con una scala classicista a scapito della facciata occidentale originariamente principale. Entrambe le facciate presentano la stessa struttura architettonica con prospetto triassiale leggermente aggettante. Le facciate sono a 13 campate. L'asse centrale al piano terra dell'edificio è formato dall'ingresso principale sul lato est e dall'ingresso cieco al portale ovest. La galleria porticata è accessibile tramite porte al piano terra e al primo piano del padiglione, l'ingresso inferiore è completato da una scala. Orizzontalmente entrambe le facciate sono ritmate da uno zoccolo continuo e da cornici profilate di piano e coronamento, alle quali sul lato inferiore si agganciano fasce con un decoro semplice. L'angolo dell'edificio è decorato con bugnato a listelli. Al piano terra la facciata nord ha entrambi gli assi terminali ciechi, sul lato sud solo l'asse terminale sinistro è cieco. Il parco del castello si estende per oltre 10 ettari, è di concezione barocca ed è stato creato dopo il 1720 ed è stato preservato anche durante le modifiche degli anni dal 1850 al 1853, eseguite dal giardiniere di corte Franz Fritsch sulla base dei progetti dell'architetto Jan Bělský. L'asse principale dell'area è legata a quella del castello, orientato nord-sud. Il punto di partenza ideale è il padiglione panoramico situato su una terrazza rialzata artificialmente, che costituisce il punto più alto del giardino. L'asse verticale prosegue attraverso il castello a sud, dove originariamente era installato un grande viale barocco, e oltre il muro del giardino si prolunga un viale di pioppi, che terminava con una statua raffigurante la Vergine Maria. Il massiccio prospetto meridionale fu murato durante le modifiche successive e alcune delle sue parti furono ricollocate nel parco. L'asse orizzontale principale dell'area, formato dalla terrazza del castello con gallerie porticate, si prolunga sul lato orientale col filare di alberi che taglia in due metà il giardino orientale. La facciata settentrionale del castello, insieme alle gallerie porticate e ad entrambi i padiglioni, definisce la cosiddetta corte d'onore, originariamente divisa in tre raggi di percorsi divergenti. Nel parco vi sono un'aranciera. Al centro si trova una vasca ovale con fontana. Durante la seconda guerra mondiale fu eretto un monumento all'amicizia italo-cecoslovacca.

### Monumento culturale della Repubblica Ceca
La tutela dei monumenti della Repubblica Ceca considera il complesso del castello di Ploskovice un monumento culturale nazionale tutelato col numero di catalogo 1000137888. Oggetto di tutela sono il castello e il suo parco con tutti gli edifici compresi.